# 中野区立平和の森小学校
中野区立平和の森小学校（なかのくりつ へいわのもりしょうがっこう）は東京都中野区新井三丁目に所在する区立小学校。
野方小学校と沼袋小学校が合併してできた統合新校である。
2011年（平成23年）4月に開校。

## 概要
区内の少子化のため、区立小学校を統合して新校を作る計画により作られた。
敷地は野方小学校の跡地に新設、という形になったが、実際は野方小学校の校舎の一部を改築し新校舎とした。
2025年（令和7年）度に法務省矯正研修所施設の跡地に新校舎を建設し、2027年（令和9年）度に移転予定。もともとだが、とても狭い。

## 沿革
- 2011年（平成23年）
  - 4月1日 - 開校。
  - 5月31日 - 第1回運動会開催。
- 2012年（平成24年）
  - 3月9日 - 第1回音楽会開催（児童鑑賞日）。
  - 3月10日 - 最初の学校公開日。第1回音楽会開催（保護者鑑賞日）。
  - 3月22日 - 第1回卒業式挙行。
  - 3月23日 - 最初の修了式挙行。
  - 11月9日 - 第1回展覧会開催。
- 2021年（令和3年）11月6日 - 開校10周年記念式典挙行[3]。
- 2025年（令和7年）度 - 校舎新築工事開始（予定）[2]。
- 2027年（令和9年）度 - 新校舎に移転（予定）[2]。

## アクセス
- JR中央線（快速線・緩行線）・東京メトロ東西線中野駅から、
  - 関東バス「中01」系統で、
    - 「東京警察病院北門前」バス停下車後、徒歩約7分。
    - 「平和の森小学校前」バス停下車後、徒歩約2分。

  - 徒歩約18分。
- 西武新宿線
  - 沼袋駅から、徒歩約10分。
  - 野方駅から、
    - 関東バス「中01」系統・「宿05」系統で、「平和の森小学校前」バス停下車後、徒歩約2分。
    - 徒歩約12分。

  - なお、関東バス「中01」系統は、「中野駅～野方駅」間、一方通行路を周回するルートを運行するため、利用時は注意が必要。

## 周辺
- 平和の森公園 - 校名の元となった公園
  - 草地広場
  - キリンレモンスポーツセンター（中野区立総合体育館）
  - 体育館前広場
  - 多目的運動広場
- 東京都下水道局中野水再生センター